# Pacte de femmes

Pacte de femmes (Double Bill) est un téléfilm canadien réalisé par Rachel Talalay et diffusé en 2003 à la télévision.

## Synopsis
Le cabinet de Bill Goodman, psychothérapeute à New York, ne désemplit pas. La vie privée de ce célèbre praticien est elle aussi une réussite : un bel appartement, une femme ravissante et un magnifique garçon font la fierté de cet homme, apparemment comblé. Apparemment seulement, car en réalité, Bill mène une double vie, entre les États-Unis et l'Angleterre, où il a un autre cabinet, un autre appartement et une autre femme, qui, bien sûr, ignore tout de la vie conjugale que mène son époux sur le sol américain. Grâce à ce qu'il croit être un subtil stratagème, Bill pense réussir à mener de front ces deux existences...

## Fiche technique
- Scénario : Simon Booker
- Durée : 120 min
- Pays :  Canada

## Distribution
- Peter Gallagher : Bill Goodman
- Cheryl Hines : Rose Goodman
- Dervla Kirwan : Charlie Goodman
- Donnelly Rhodes : Frank
- Janet Wright : Phyllis
- Brittany Tiplady : Molly Goodman
- Terry Chen : Bruno
- Carly Pope : Bianca
- Jacqueline Bennett : Katie
- Veena Sood : Mrs. Rich
- Len Doncheff : Institute Official
- Kate Mitchell : Woman
- Jane How : Dorothy
- Stephen Park : Hotel Manager
- Keith Dallas : Jamal
- Michael Fenton Stephens : Mr. Angry
- Rob Bruner : Mr. Smug
- Deni DeLory : Ms. Flirtatious
- Joseph Alessi : Workman
- Johnna Wright : Minister
- Jean Fougere : Homme d'affaires